# Đại Tân sinh
Đại Tân sinh (Cenozoic /ˌsiːnəˈzoʊ.ɪk, ˌsɛn-/ SEE-nə-ZOH-ik, SEN-ə-; n.đ. 'sự sống mới'), đọc là sen-o-dô-íc có nghĩa là sự sống mới (từ tiếng Hy Lạp: καινός "kainós" nghĩa là mới và ζωή "zōḗ" nghĩa là sự sống); một số sách tiếng Việt gọi đại này là Đại Kainozoi), là đại hiện tại và gần đây nhất trong số ba đại địa chất của Liên đại Hiển sinh. Nó bắt đầu 66 triệu năm trước ngay sau kỷ Phấn trắng và kéo dài đến tận ngày nay.
Đại Tân sinh còn được gọi là Thời đại của thú có vú, bởi vì tiếp nối sự kiện tuyệt chủng kỷ Phấn trắng – Paleogen, hầu hết các nhóm động vật đã bị tuyệt chủng khiến cho thú có vú có thể đa dạng hóa và những loài thú lớn đã chiếm lĩnh đại này. Các mảng kiến tạo tiếp tục di chuyển và hình thành nên hình dạng các lục địa như ngày nay.
Vào đại Tân sinh sớm, hệ động thực vật còn khá nhỏ, và bao gồm các loài thú có vú, chim, thằn lằn và lưỡng cư nhỏ. Từ góc nhìn địa chất học, không mất nhiều thời gian để thú có vú và các loài chim bắt đầu đa dạng hóa ngay sau sự vắng mặt của các loài thằn lằn khổng lồ ở đại Trung sinh. Một nhóm chim gọi là "chim khủng bố" trở nên lớn hơn một người trưởng thành và trở thành động vật săn mồi hàng đầu của đaị này. Các loài thú có vú chiếm hầu hết các hốc sinh thái (cả dưới nước và trên mặt đất), và một số có thể đạt kích thước to lớn, lớn hơn hầu hết các loài động vật ngày nay.
Khí hậu Trái Đất trong thời kì này bắt đầu mát hơn và khô hơn, tập trung vào sự băng hà của Thế Canh Tân và một phần bị cản trở bởi Sự kiện nhiệt cực đại thế Cổ Tân - Thủy Tân.

## Các đơn vị
Đại Tân sinh được chia thành ba giai đoạn hay các kỷ địa chất: kỷ Cổ Cận, kỷ Tân Cận và kỷ Đệ tứ; và bảy thế: thế Cổ Tân, thế Thủy Tân, thế Tiệm Tân, thế Trung Tân, thế Thượng Tân, thế Canh Tân và thế Toàn Tân. Kỷ Đệ tứ đã được chính thức công nhận bởi Ủy ban Quốc tế về Địa chất vào tháng 6 năm 2009,[9] và cách phân loại cũ, Phân đại Đệ Tam, đã chính thức bị bác bỏ vào năm 2004 do sự cần thiết phải phân chia đại Tân sinh thành các giai đoạn giống như các đại Trung sinh và đại Cổ sinh trước đó.[10] Việc sử dụng phổ biến các thế địa chất của đại Tân sinh giúp các nhà cổ sinh vật học sắp xếp và gộp lại chi tiết nhiều sự kiện quan trọng xảy ra trong khoảng thời gian tương đối ngắn này. Kiến thức về đại này chi tiết hơn bất kỳ các đại nào khác vì các tầng đá còn tương đối trẻ, được bảo quản tốt.

### Kỷ Palaeogen
Kỷ Cổ Cận trải dài từ sự tuyệt chủng của các loài khủng long không giống chim, 66 triệu năm trước, đến bình minh của kỷ Tân Cận, 23,03 triệu năm trước. Nó gồm ba thế chính: thế Cổ Tân, thế Thủy Tân và thế Tiệm Tân. 

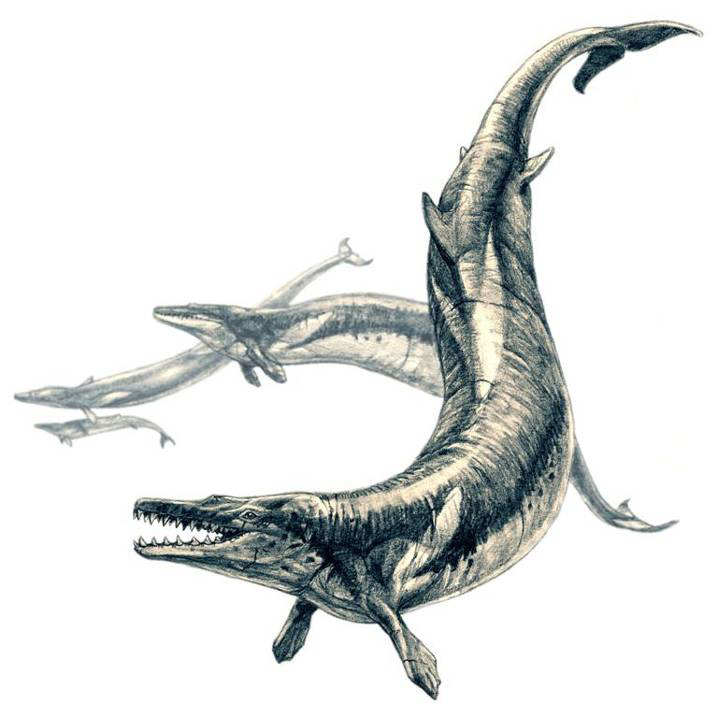
Basilosaurus

Thế Cổ Tân kéo dài từ 66 triệu đến 56 triệu năm trước. Các động vật có vú nhau thai hiện đại có nguồn gốc trong khoảng thời gian này. Cổ Tân là điểm chuyển tiếp giữa sự tàn phá tuyệt diệt của sự kiện tuyệt chủng K-T, đến môi trường rừng giàu có của thế Thủy Tân sớm. Cổ Tân sớm thấy sự phục hồi của Trái Đất. Các lục địa bắt đầu có hình dạng hiện đại, nhưng tất cả các lục địa và tiểu lục địa Ấn Độ đều tách rời nhau. Lục địa Á-Âu-Phi bị tách ra bởi Đại dương Tethys, và châu Mỹ vẫn bị tách ra bởi eo biển Panama, vì eo đất ở đây chưa được hình thành. Thế này đặc trưng có một xu hướng ấm lên chung toàn cầu, với rừng rậm cuối cùng cũng lan tới cả các địa cực. Các đại dương bị chi phối bởi cá mập sau khi các loài bò sát lớn từng chiếm ưu thế đã tuyệt chủng. Động vật có vú cổ xưa lấp đầy thế giới như các loài creodonta (động vật ăn thịt đã tuyệt chủng, không liên quan đến Bộ Ăn thịt hiện đại).
Thế Thủy Tân dao động từ 56 triệu năm đến 33,9 triệu năm trước. Trong Thủy Tân sớm, các loài sống trong rừng rậm không thể phát triển thành các dạng lớn hơn, như trong thế Cổ Tân. Không có loài nào vượt quá trọng lượng 10 kg. Trong số đó có các loài linh trưởng đầu tiên, cá voi và ngựa cùng với nhiều dạng động vật có vú khác. Ở đỉnh của chuỗi thức ăn là những con chim khổng lồ, chẳng hạn như Paracrax. Nhiệt độ toàn cầu là 30 độ C với gradient nhiệt độ ít thay đổi từ cực đến cực. Trong Thủy Tân giữa, dòng biển Quanh cực-Nam Cực giữa Úc và Nam Cực được hình thành. Các hải lưu bị gián đoạn bởi dòng chảy này trên phạm vi toàn cầu và kết quả là gây ra một hiệu ứng làm mát toàn cầu, thu hẹp các khu rừng. Điều này cho phép động vật có vú phát triển với tỷ lệ voi mút, chẳng hạn như cá voi, vào thời điểm đó, đã thích ứng gần như hoàn toàn dưới nước. Những động vật có vú như Andrewsarchus ở trên đỉnh của chuỗi thức ăn. Thủy Tân muộn chứng kiến sự tái sinh của các mùa, làm cho việc mở rộng các khu vực giống như sa mạc, cùng với sự phát triển của cỏ. Sự kết thúc của thế Thủy Tân được đánh dấu bởi Sự kiện tuyệt chủng Eocen–Oligocen, hay được gọi là Sự đại phá vỡ.
Thế Tiệm Tân trải dài từ 33,9 triệu đến 23,03 triệu năm trước. Tiệm Tân đặc trưng cho sự mở rộng của các loài cỏ đã dẫn đến nhiều loài mới phát triển, bao gồm những con voi đầu tiên, mèo, chó, động vật có túi và nhiều loài khác vẫn còn phổ biến cho đến hiện nay. Nhiều loài thực vật khác cũng phát triển trong giai đoạn này. Thời kỳ làm mát có mưa theo mùa vẫn tiếp tục. Động vật có vú vẫn tiếp tục phát triển lớn hơn.

### Kỷ Neogene
Kỷ Tân Cận kéo dài từ 23,03 triệu đến 2,58 triệu năm trước. Nó có 2 thế: Trung Tân và Thượng Tân.
Thế Trung Tân trải dài từ 23,03 đến 5,333 triệu năm trước và là khoảng thời gian mà cỏ trải rộng hơn, chiếm phần lớn thế giới, với các cánh rừng rút gọn. Rừng tảo bẹ phát triển, khuyến khích sự tiến hóa của các loài mới, như rái cá biển. Trong thời gian này, perissodactyla phát triển mạnh và phát triển thành nhiều giống khác nhau. Vượn phát triển thành 30 loài. Đại dương Tethys cuối cùng đóng lại và tạo ra Bán đảo Ả Rập, chỉ để lại những tàn dư như Biển Đen, Đỏ, Địa Trung Hải và Biển Caspi. Điều này gia tăng sự khô hạn. Nhiều loài thực vật mới phát triển: 95% thực vật có hạt hiện đại phát triển ở giữa Trung Tân.
Thế Thượng Tân kéo dài từ 5.333 đến 2.58 triệu năm trước. Thượng Tân có những thay đổi về mặt khí hậu rõ rệt, cuối cùng dẫn đến các loài và thực vật hiện đại. Biển Địa Trung Hải đã cạn kiệt trong vài triệu năm (vì kỷ băng hà giảm mực nước biển, ngắt kết nối với Đại Tây Dương của Địa Trung Hải, và tốc độ bay hơi vượt quá dòng chảy cung cấp từ các con sông). Australopithecus phát triển ở châu Phi, bắt đầu sự hình thành của nhánh người. Eo đất Panama hình thành, và các loài động vật di cư giữa Bắc và Nam Mỹ, tàn phá hệ sinh thái địa phương. Thay đổi khí hậu mang lại: các trảng cỏ vẫn tiếp tục lan rộng trên toàn thế giới; Gió mùa Ấn Độ; sa mạc ở Trung Á; và sự hình thành của sa mạc Sahara. Bản đồ thế giới đã không thay đổi nhiều kể từ đó, khá ít so với những thay đổi do các băng hà của kỷ Đệ tứ mang lại, chẳng hạn như Ngũ Đại Hồ, Vịnh Hudson và biển Baltic.

### Kỷ Đệ Tứ

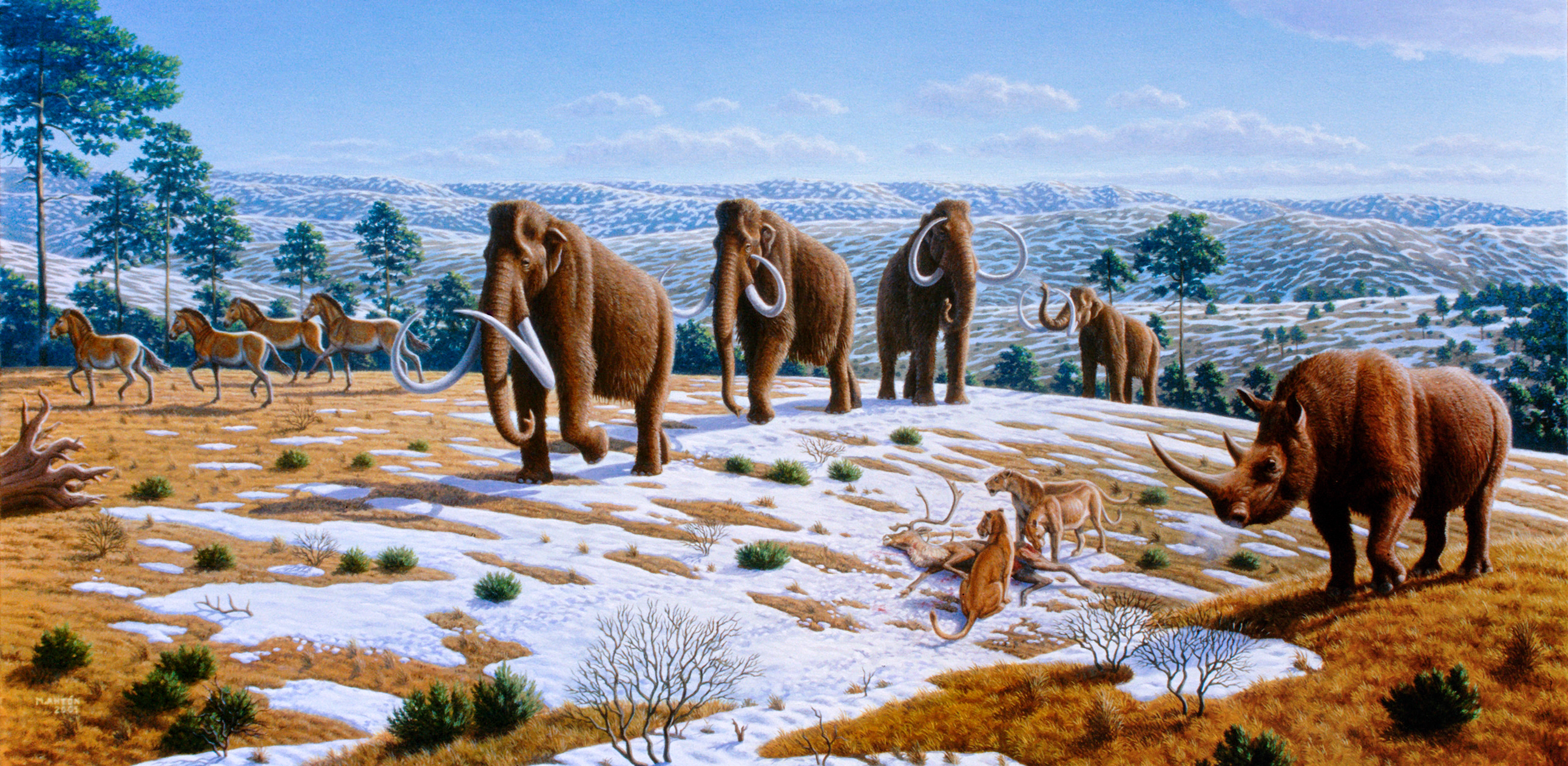
Các động vật lớn của thế Canh Tân (voi ma mút, sư tử hang, tê giác lông mượt, Megaloceros, ngựa)

Kỷ Đệ Tứ kéo dài từ 2,58 triệu năm trước đến nay, và là thời kỳ địa chất ngắn nhất trong Liên đại Hiển sinh. Nó có động vật hiện đại, và những thay đổi đáng kể trong khí hậu. Nó được chia thành hai thế: Canh Tân và Toàn Tân.
Thế Canh Tân kéo dài từ 2,58 triệu đến 11,700 năm trước. Khoảng thời gian này được đánh dấu bởi kỷ băng hà là kết quả của xu hướng làm mát bắt đầu ở giữa thế Thủy Tân. Có ít nhất bốn thời kỳ băng hà riêng biệt được đánh dấu bằng sự thăng tiến của các dải băng về phía nam vĩ độ 40 độ N ở các khu vực miền núi. Trong khi đó, châu Phi trải qua một xu hướng khô hạn dẫn đến các sa mạc như Sahara, Namib và Kalahari. Nhiều loài động vật đã tiến hóa bao gồm voi ma mút, những con lười đất khổng lồ, sói dire, hổ răng kiếm và loài Homo sapiens. 100.000 năm trước đánh dấu sự kết thúc của một trong những trận hạn hán tồi tệ nhất ở châu Phi, và dẫn đến sự khai phá của người nguyên thủy. Khi thế Canh Tân đang dần kết thúc, một sự kiện tuyệt chủng lớn đã xóa sổ phần lớn các động vật lớn của thế giới, bao gồm một số loài hominid, như người Neanderthal. Tất cả các châu lục đều bị ảnh hưởng, nhưng châu Phi ở mức độ thấp hơn. Nó vẫn giữ lại nhiều loài động vật lớn, chẳng hạn như hà mã.
Thế Toàn Tân bắt đầu vào khoảng 11.700 năm trước và kéo dài cho đến ngày nay. Tất cả lịch sử được ghi lại và "lịch sử của thế giới" nằm trong ranh giới của kỷ nguyên Toàn Tân. Hoạt động của con người bị cho là nguyên nhân gây ra sự tuyệt chủng hàng loạt bắt đầu vào khoảng 10.000 năm trước, mặc dù các loài bị tuyệt chủng chỉ được ghi chép bắt đầu từ cuộc cách mạng công nghiệp. Điều này đôi khi được gọi là "Sự tuyệt chủng thứ sáu". Các nguồn tham khảo thường trích dẫn rằng hơn 322 loài ghi nhận đã bị tuyệt chủng do hoạt động của con người kể từ cuộc cách mạng công nghiệp, nhưng tỷ lệ này có thể cao tới 500 loài có xương sống nói riêng đã tuyệt chủng, phần lớn xảy ra sau năm 1900.

## Sự sống của động vật
Sớm trong đại Kainozoi, sau sự kiện K-Pg, hành tinh bị chi phối bởi các động vật tương đối nhỏ, bao gồm động vật có vú nhỏ, chim, bò sát và động vật lưỡng cư. Từ quan điểm địa chất, không mất nhiều thời gian cho động vật có vú và chim đa dạng hóa rất lớn trong sự vắng mặt của những con khủng long đã thống trị trong đại Trung sinh. Một số loài chim không bay lớn hơn cả con người. Những loài này đôi khi được gọi là "chim khủng bố" và là những kẻ săn mồi đáng gờm. Động vật có vú đã chiếm hầu hết mọi hốc sinh thái (cả biển và trên cạn), và một số loài cũng phát triển rất lớn, đạt được kích cỡ không thể thấy ở hầu hết các động vật có vú trên cạn ngày nay.
Động vật đầu tiên điển hình là Entelodon ("lợn địa ngục"), Paraceratherium (tê giác không sừng) và Basilosaurus (cá voi sơ khai). Sự tuyệt chủng của nhiều nhóm diapsid lớn, chẳng hạn như khủng long không bay, Plesiosauria và Pterosauria cho phép động vật có vú và các loài chim đa dạng hóa và trở thành động vật chiếm ưu thế trên thế giới.

## Kiến tạo
Về mặt địa chất học, Đại Tân sinh là thời gian các lục địa đang di chuyển đến các vị trí như hiện tại. Australia-New Guinea đang tách ra từ Pangea vào đầu Creta, trôi về phía bắc, và cuối cùng va vào Đông Nam Á; Nam Cực di chuyển đến vị trí hiện tại về phía cực nam; Đại Tây Dương mở rộng, và sau đó Nam Mỹ gắn vào Bắc Mỹ qua eo đất Panama.
Tiểu lục địa Ấn Độ va vào châu Á 55  -  45 triệu năm về trước hình thành Himalaya; Arabia va vào Á-Âu, đóng lại đại dương Tethys và tạo ra dãy Zagros vào khoảng 35 triệu năm trước.